# الشيطانة في الغرفة المجاورة
الشيطانة في الغرفة المجاورة (بالإنجليزية: The Demon Girl Next Door)‏ هي سلسلة مانغا يابانية تنشر منذ 2014 وتم جمعها في 6 تانكوبون.حولت لمسلسل أنمي من إنتاج جاي سي ستاف عرض في يوليو حتى سبتمبر 2019 ومن المقرر عرض الموسم الثاني في أبريل 2022.